# Nan Geng
Nan Geng (南庚) de son nom personnel Zi Geng (子更). Il fut le seizième roi de la dynastie Shang. Il fut intronise à Bi (庇) en -1433. Dans la troisième année de son règne, il transféra la capitale à Yan (奄). Il a succédé à son cousin Zu Ding. Il a régné de -1433 à -1408.